# Virginia Sanz
Virginia Sanz D’Angelo (Montevideo, 12 de junio de 1964 - 6 de enero de 2024) fue una ecóloga y ornitóloga venezolana con numerosas contribuciones al conocimiento de la avifauna de Margarita en Venezuela.

## Biografía

### Primeros años y educación
Virginia Sanz nació el 12 de junio de 1964 en Montevideo, Uruguay. Hija de Elena D’Angelo, de nacionalidad italiana y de Víctor Sanz, originario de España. En febrero del año 1977, su familia emigra a Venezuela, donde se radicaría y desarrollaría su trayectoria académica.
Al terminar sus estudios secundarios ingresó a la Universidad Central de Venezuela para estudiar la Licenciatura en Biología, carrera que culminó en 1991, con mención en Zoología.
Sus primeros pasos en el campo de la investigación la llevaron a trabajar en proyectos relacionados con la ecología de primates. Su tesis de licenciatura se enfocó en la evaluación de la presencia del mono capuchino en la isla de Margarita. Su doctorado en Ecología lo obtuvo en el año 2004.

### Carrera profesional
En 2005 ingresó al Centro de Ecología del Instituto Venezolano de Investigaciones Científicas, como investigadora postdoctoral, y en 2008 se incorporó como al mismo instituto como investigadora permanente, donde desarrollaría el extenso de su labor como parte del Centro de Ecología durante casi 20 años. Parte de sus contribuciones académicas se enfocaron en el conocimiento y conservación de la avifauna insular en la Isla de Margarita; en particular al estudio de la cotorra cabeciamarilla (Amazona barbadensis), una especie en peligro de extinción de acuerdo al libro rojo de la fauna venezolana.
Virginia desempeñó un papel fundamental en la creación de la Unión Venezolana de Ornitólogos. Su participación en el VI Congreso de Ornitología Neotropical (Monterrey, México, 1999) fue crucial para sentar las bases de esta organización, que se establecería formalmente en 2006. Como miembro fundadora, contribuyó activamente en la elaboración de los estatutos de la UVO y en el diseño de las normas que regirían sus comités de trabajo.
Virginia fallece el 6 de enero de 2024. Entre 2005 y 2023, Virginia fue la supervisora de cinco tesis de pregrado, dos tesis de Maestría, y tres tesis doctorales, dos de las cuales no llegó a ver completadas

## Líneas de investigación
Las contribuciones de Virginia a la ecología y conservación de la cotorra cabeciamarilla incluyeron estudios sobre su reproducción, la recuperación de sus poblaciones mediante el uso de nidos artificiales, la reintroducción de individuos en cautiverio, y contribuyó a la primera propuesta de área protegida en la Península de Macanao, en donde se restringen las poblaciones de la cotorra. Estas y otras contribuciones también han ayudado a moldear otras acciones de manejo como el plan de acción para la conservación de la cotorra. Virginia realizó además un estudio exhaustivo de la avifauna acuática en las islas de Margarita, Coche, Cubagua y Los Frailes, documentando su presencia desde finales del siglo XIX.
Tras su fallecimiento, el Centro de Ecología del Instituto Venezolano de Investigaciones Científicas llevó a cabo en su honor un simposio recolectando parte de legado en una serie 19 ponencias en las que especialistas nacionales e internacionales y estudiantes compartieron semblanzas y resultados académicos en el área de ecología y conservación de aves.